# Виано
 Тази статия е за града в Италия.  За модела микробуси вижте Мерцедес-Бенц Вито.  
Виа̀но (на италиански: Viano, на местен диалект Viân, Виан) е малко градче и община в северна Италия, провинция Реджо Емилия, регион Емилия-Романя. Разположено е на 275 m надморска височина. Населението на общината е 3423 души (към 2010 г.).